# Gunungteguh
Gunungteguh is een bestuurslaag in het regentschap Gresik van de provincie Oost-Java, Indonesië. Gunungteguh telt 3512 inwoners (volkstelling 2010).